# Alexandru Iliescu
Alexandru Iliescu vagy Alexander Penu (Oltenița, 1901 – 1945) román kommunista politikus, Ion Iliescu édesapja.
1930-ban a Szovjetunióba menekült, ahol 1935-1936-ig élt.
1931-ben a Moszkva közelében lévő Gorikovóban a Komintern V. Kongresszusán az akkor az RKP Központi Bizottságának titkáraként tevékenykedő Alexandru Iliescu aláírta azt a Kun Béla által megfogalmazott határozatot, mely Romániát „tipikusan többnemzetiségű államként” emlegeti, valamint az országban élő kisebbségek elnyomásával és a megszerzett területek gyarmati rendszerszerű kizsákmányolásával vádolja.
Romániába való visszatérésekor börtönbüntetésre ítélték, ennek letöltése közben vesztette életét. Gheorghe Gheorghiu-Dej örökre kizárta a Román Kommunista Pártból.

## Fordítás
- Ez a szócikk részben vagy egészben  az   Alexandru Iliescu című román Wikipédia-szócikk ezen változatának fordításán alapul.  Az eredeti cikk szerkesztőit annak laptörténete sorolja fel. Ez a jelzés csupán a megfogalmazás eredetét és a szerzői jogokat jelzi, nem szolgál a cikkben szereplő információk forrásmegjelöléseként.